# Charles Gérard
Pour les articles homonymes, voir Gérard.
Charles Gérard, de son vrai nom Gérard Adjémian, né le 1er décembre 1922 à Constantinople et mort le 19 septembre 2019 à Versailles, est un acteur, réalisateur et scénariste français d'origine arménienne.
Ami de Jean-Paul Belmondo, il interprète souvent son acolyte au cinéma, notamment dans L'Incorrigible, L'Animal ou encore Flic ou Voyou. Il a également été dirigé près de vingt fois par son ami Claude Lelouch.

## Biographie

### Jeunesse
Charles Gérard naît Gérard Adjémian le 1er décembre 1922,, à Constantinople en Turquie dans une famille arménienne. Ses parents fuient l’Arménie soviétique en 1920, car son père était un général tsariste.
Ils émigrent en France dans les années 1920. Après un séjour à Marseille, ils s’installent au Pré-Saint-Gervais. Ses deux parents meurent en 1942 pendant l’Occupation et Charles Gérard se retrouve seul. Il s’essaie à la boxe et fait quelques combats dont il ressortira quatre fois KO, ce qui met fin à ses ambitions.

### Au cinéma
Il apparaît dans le paysage du cinéma français en 1946 avec Destins, il a alors 24 ans.
D'abord réalisateur, dans les années 1960, il réalise plusieurs films policiers dont L'Ennemi dans l'ombre ou À couteaux tirés. Mais c'est lorsqu'il devient comédien qu'il se fait remarquer du public. Fidèle second rôle de Claude Lelouch, on peut le voir dans la majorité de ses films, depuis son rôle dans Le Voyou en 1970. Il joue aux côtés de Lino Ventura dans L'aventure c'est l'aventure et La Bonne Année. Puis il retrouve son ami Jean-Paul Belmondo dans L'Incorrigible de Philippe de Broca, L'Animal de Claude Zidi, Flic ou Voyou et Le Guignolo de Georges Lautner... Charles Gérard est dirigé par nombre de cinéastes populaires des années 1970 et 1980 : Claude Pinoteau, Henri Verneuil, Francis Veber, Élie Chouraqui. En 2009, il tourne une dernière fois avec Belmondo dans Un homme et son chien, puis en 2012 il participe au film Les Infidèles avec Jean Dujardin et Gilles Lellouche.
Il est un ami proche de Jean-Paul Belmondo pendant plus de soixante-dix ans et ce jusqu'à sa mort. Ils partagent la même passion du sport, de la boxe et du tennis en particulier.
Il meurt le 19 septembre 2019 à Versailles,, à l'âge de 96 ans. Ses cendres sont répandues en mer.

## Filmographie

### Cinéma
- 1946 : Macadam de Marcel Blistène et Jacques Feyder
- 1946 : Destins de Richard Pottier
- 1947 : Voyage Surprise de Pierre Prévert
- 1947 : Monsieur Vincent de Maurice Cloche
- 1957 : Tous peuvent me tuer d'Henri Decoin : un détenu
- 1965 : Compartiment tueurs de Costa-Gavras
- 1970 : Le Voyou de Claude Lelouch : Charlot
- 1971 : Smic, Smac, Smoc de Claude Lelouch : Smac (Jean)
- 1971 : Ça n'arrive qu'aux autres de Nadine Trintignant
- 1972 : L'aventure c'est l'aventure de Claude Lelouch : Charlot
- 1973 : La Bonne Année de Claude Lelouch : Charlot
- 1973 : Un homme libre de Roberto Muller : Félix
- 1973 : Le Far West de Jacques Brel : le fakir
- 1974 : Toute une vie de Claude Lelouch : l'ami de Simon
- 1974 : La Gifle de Claude Pinoteau : le voisin de Christine
- 1974 : Mariage de Claude Lelouch : un ancien combattant
- 1975 : Le Crocodile (projet de film) de Gérard Oury : rôle indéterminé
- 1975 : Un jour, la fête de Pierre Sisser : Marcel
- 1975 : L'Incorrigible de Philippe de Broca : Raoul
- 1976 : Le Corps de mon ennemi d'Henri Verneuil : le chauffeur de taxi
- 1976 : Le Jouet de Francis Veber : le photographe
- 1977 : L'Animal de Claude Zidi : Hyacinthe
- 1978 : Ne pleure pas de Jacques Ertaud : l'entraîneur Deltreuil
- 1978 : Les Bidasses au pensionnat de Michel Vocoret : le gardien du pensionnat
- 1978 : Les Ringards de Robert Pouret : Charlot, dit l'Empereur
- 1979 : C'est dingue, mais on y va... ! de Michel Gérard : Charles Beausourd
- 1979 : Flic ou Voyou de Georges Lautner : Cazauban
- 1979 : Les Givrés d'Alain Jaspard : le dragueur 1
- 1979 : Le Mors aux dents de Laurent Heynemann : Ménard, le commissaire des jeux
- 1979 : Les Charlots en délire d'Alain Basnier : Charles-Roger Chabot
- 1980 : C'est encore loin l'Amérique ? de Roger Coggio : André
- 1980 : Le Guignolo de Georges Lautner : Abdel Fahrad
- 1980 : Les Uns et les Autres de Claude Lelouch : Charlot
- 1981 : Pétrole ! Pétrole ! de Christian Gion : Prince Atiz
- 1982 : Qu'est-ce qui fait courir David ? d'Élie Chouraqui : William
- 1982 : Les Diplômés du dernier rang de Christian Gion : le colonel
- 1983 : Édith et Marcel de Claude Lelouch : Charlot
- 1984 : Ni avec toi ni sans toi d'Alain Maline : le Parisien
- 1984 : Viva la vie de Claude Lelouch : Charles
- 1984 : La Smala de Jean-Loup Hubert : le C.R.S.
- 1984 : Partir, revenir de Claude Lelouch : Tenardon
- 1984 : Adieu blaireau de Bob Decout
- 1986 : Attention bandits ! de Claude Lelouch : Tonton
- 1986 : Un homme et une femme : Vingt ans déjà de Claude Lelouch : Charlot
- 1986 : Kamikaze de Didier Grousset : un flic
- 1987 : Club de rencontres de Michel Lang : le commissaire
- 1989 : France, images d'une révolution d'Alec Costandinos : le cardinal
- 1989 : Il y a des jours... et des lunes de Claude Lelouch : l'homme au couteau
- 1992 : La Belle Histoire de Claude Lelouch : Didier Louis
- 1992 : Tout ça… pour ça ! de Claude Lelouch : un policier
- 1994 : Le Voleur et la Menteuse de Paul Boujenah : Charlot
- 1998 : Hasards ou Coïncidences de Claude Lelouch
- 1999 : Une pour toutes de Claude Lelouch : inspecteur Charlot
- 2002 : And Now… Ladies and Gentlemen de Claude Lelouch : le directeur du bateau-mouche
- 2003 : Les Clefs de bagnole de Laurent Baffie : l'homme qui vend sa Mercedes
- 2004 : Les Parisiens de Claude Lelouch : Charles
- 2005 : Le Courage d'aimer de Claude Lelouch : un client de la bijouterie
- 2009 : Un homme et son chien de Francis Huster : le clochard
- 2012 : Les Infidèles d'Emmanuelle Bercot, Fred Cavayé, Alexandre Courtès, Jean Dujardin, Michel Hazanavicius, Éric Lartigau et Gilles Lellouche : Richard
- 2013 : Turf de Fabien Onteniente : Casquette
- 2015 : La Dernière Leçon de Pascale Pouzadoux : Charly

### Télévision
- 1980 : Médecins de nuit de Jean-Pierre Moscardo, épisode : La décapotable (série télévisée) : le vendeur
- 1984 : Les Ferrailleurs des lilas (téléfilm) : Gaston
- 1990 : Commissaire Moulin (série télévisée) : Mario Balestra
- 1993 : Navarro (série télévisée) : Gilbert Tardieu
- 1998 : Deux mamans pour Noël (téléfilm) : Édouard
- 2011 : Belmondo, itinéraire... de Vincent Perrot et Jeff Domenech (téléfilm) : Témoignage

### Réalisateur
- 1958 : Une balle dans le canon (avec Michel Deville)
- 1960 : L'Ennemi dans l'ombre
- 1961 : Les Démons de minuit (avec Marc Allégret)
- 1962 : La Loi des hommes
- 1964 : À couteaux tirés
- 1965 : Flashes Festival (court métrage)
- 1966 : La Bande à Bebel
- 1967 : L'Homme qui trahit la mafia
- 1979 : La Fabuleuse Histoire de Roland Garros

## Publication
- La vie... c'est pas toujours du cinéma, Ramsay, coll. « Ramsay cinéma », 1994, 225 p. (ISBN 978-2-84114-026-8)